# زمین‌لرزه ۱۳۸۵ بروجرد
زمین‌لرزه بروجرد  در تاریخ ۳۱ مارس ۲۰۰۶ میلادی، برابر با ‎۱۱ فروردین ۱۳۸۵، ساعت 4:47 بامداد ، شهرستانهای بروجرد و دورود در شرق استان لرستان را تکان داد که مخرب‌ترین زمین لرزه این سال در این کشور بود. این زمین لرزه با دو پیش‌لرزه و بیش از دویست پس‌لرزه همراه بود. زمین‌لرزه به وقت محلی در بامداد روز جمعه، ساعت ۴٫۵ روی داده و منطقه زمانی آن یوتی‌سی +۳٫۵ بوده‌است. ژرفای این زلزله ۷ کیلومتر بود، و بزرگی آن ۶٫۱ در مقیاس Mw اعلام شده‌است. نکتهٔ مثبت در کاهش تعداد کشته‌ها، پیش‌لرزهٔ ضعیف‌تر شب قبل بود که باعث شد مردم در بیرون از خانه‌ها بخوابند. مرکز زمین لرزه روستای درب آستانه شهرستان بروجرد در ۳۰ کیلومتری جنوب بروجرد و بر روی گسل بزرگ دشت سیلاخور بود.
سازمان زمین‌شناسی آمریکا نیز رومرکز این زمین‌لرزه را در مختصات ۳۳°۳۶′شمالی ۴۸°۵۴′شرقی / ۳۳٫۶°شمالی ۴۸٫۹°شرقی و ژرفای آنرا در ۷ کیلومتر گزارش کرده‌است. بزرگی برگزیدهٔ این سازمان از میان بزرگیهای محاسبه‌شدهٔ مختلف ۶٫۱ در مقیاس Mw بوده و از دید اثر، در میان چهار دسته‌بندی «نامحسوس»، «محسوس»، «زیان‌آور» یا «با تلفات»، زلزله را «با تلفات» اعلام کرده‌است.۴۰ روستا در زمین‌لرزه خراب شده‌است.
پروژهٔ «تنسور گشتاور مرکزوار» زاویه‌های (راستا، شیب، ریک) گسل سازندهٔ زمین‌لرزه و صفحه عمود بر آنرا (°۳۱۳، °۷۸، °۱۷۴-) یا (°۲۲۲، °۸۴، °۱۲-) و نوع گسل را «امتدادلغز» فرارسانده‌است.

## خسارت‌ها
زمین لرزه سال ۱۳۸۵ باعث کشته شدن ۶۳ نفر و زخمی شدن بیش از ۱٬۴۵۰ نفر از مردم ناحیه بروجرد و دورود شد. برآورد دیگری شمار کشتگان زلزله را حدود ۷۰ نفر و تعداد زخمیان را ۱۳۰۰ نفر دانسته است. فرسودگی بافت مسکونی در شهر بروجرد و روستاهای شهرستان های بروجرد و دورود موجب تخریب تعداد زیادی از واحدهای مسکونی شد. این زمین لرزه بیش از ۵۵۵ میلیارد تومان خسارت برجای گذاشت.
زمین لرزه سال هشتاد و پنج، موجب تخریب سی و نه اثر تاریخی بروجرد شد که بیشتر آنها در محدوده همین بافت تاریخی قرار داشتند.